# Войлова, Клавдия Анатольевна
Кла́вдия Анато́льевна Во́йлова (25 февраля 1943 года, д. Марково, Тугулымский район, Свердловская область, РСФСР, СССР — 1 марта 2013 года, Москва, Россия) — российский лингвист, профессор, член-корреспондент МАНПО.

## Биография
В 1965 году окончила Тобольский педагогический институт. С 1969 по 1974 год была ассистентом кафедры русского языка Свердловского государственного педагогического института.
В 1976 году защитила кандидатскую диссертацию на тему «Фонетико-фонологическая система вторичного говора в истории и современном состоянии: (На материале уральского говора)».
С 1976 по 2002 год работала на кафедре современного русского языка, а затем на кафедре истории русского языка и общего языкознания Московского областного университета.
В 2000 году защитила докторскую диссертацию «Судьба просторечия в русском языке».
На протяжении долгих лет являлась директором Центра славянских языков и славянских культур при МГОУ и руководила фольклорным ансамблем «Виноградие», неоднократно становившимся лауреатом конкурсов студенческого творчества.
С 2002 по 2013 год возглавляла кафедру славянской филологии в Московском государственном областном университете.
Супруг — Войлов Владимир Иванович. Дети — Оксана (род. 1967), Алексей (род. 1979).

## Научная деятельность
Занималась историей русского языка, старославянского языка и языка художественной литературы.

## Избранные труды
Является автором более 140 научных трудов и учебных пособий.
- Старославянский язык : пособие для вузов. — М.: Дрофа, 2003. — 368 с.
- История русского литературного языка : учебник для вузов / К. А. Войлова, В. В. Леденёва. — М.: Дрофа, 2009. — 495 с.
- 130 диктантов по русскому языку для школьников и абитуриентов. 10-11 классы. — М.: Дрофа, 1996. — 126 с.
- Словарь школьника (в соавторстве) / Под ред. В. В. Леденёвой. — М.: Дрофа, 1997.
- Справочник школьника. Русский язык / Под ред. П. А. Леканта. — М.: Дрофа, 1998.
- 125 основных правил русской грамматики с упражнениями для школьников и поступающих в вузы / В. В. Войлова, Е. П. Клобуков. — М.: Дрофа, 1999. — 448 с.
- Русский язык: 90 основных правил русской орфографии для школьников и абитуриентов : 5-11 классы. — М.: Дрофа, 2002—208 с.
- Русский язык: Справочник-практикум для школьников старших классов и поступающих в вузы / К. А. Войлова, Н. Г. Гольцовой). — М.: Дрофа, 2005. — 384 с.
- Русский язык. Культура речи : Тематическая тетрадь. 2-е изд. — М.: Дрофа, 2006.
- Судьба просторечия в русском языке: Монография. — М.: МПУ, 2000.- 304 с.
- А. С. Пушкин : соотношение объективного и субъективного в языке и стиле. — М.: Изд-во МГОУ, 2007. — 135 с.
- «Житие мое…» // Фрагмент русской языковой картины мира «Жизнь женщины» : коллективная монография. — М.: Изд-во МГОУ, 2013. — 236 с.
- Избранные труды. — М. : ИИУ МГОУ, 2014. — 396 с.